# 大塚尋人
大塚 尋斗（おおつか ひろと、2000年8月7日 - ）は、福島県東白川郡棚倉町出身のサッカー選手、フットサル選手。ポジションはサッカーはフォワード (FW)、フットサルはPIVO。
JFL・ミネベアミツミFC所属。

## 経歴
矢板中央高校時代はサッカーとフットサルの二刀流をやっており、2018年にU-19フットサル日本代表に選出されている。
大学は法政大学に進学。2023年にF1に昇格したばかりのしながわシティに加入した。16試合に出場したが、この年の11月にしながわシティを退団した。
2024年よりミネベアミツミFCに加入した。
2024年11月30日に行われたJFL・地域入れ替え戦のVONDS市原戦で後半ATに決勝点をあげてミネベアのJFL残留に貢献した。

## 所属クラブ
- FCレガッテ
- 矢板中央高校[4]
- 法政大学[4]
- 2023年4月 - 同年11月  しながわシティ
- 2024年 -   ミネベアミツミFC

## 個人成績
| 国内大会個人成績 | 国内大会個人成績 | 国内大会個人成績 | 国内大会個人成績 | 国内大会個人成績 | 国内大会個人成績 | 国内大会個人成績 | 国内大会個人成績 | 国内大会個人成績 | 国内大会個人成績 | 国内大会個人成績 | 国内大会個人成績 |
| 年度             | クラブ           | 背番号           | リーグ           | リーグ戦         | リーグ戦         | リーグ杯         | リーグ杯         | オープン杯       | オープン杯       | 期間通算         | 期間通算         |
| 年度             | クラブ           | 背番号           | リーグ           | 出場             | 得点             | 出場             | 得点             | 出場             | 得点             | 出場             | 得点             |
| 日本             | 日本             | 日本             | 日本             | リーグ戦         | リーグ戦         | オーシャン杯     | オーシャン杯     | 全日本選手権     | 全日本選手権     | 期間通算         | 期間通算         |
| ---------------- | ---------------- | ---------------- | ---------------- | ---------------- | ---------------- | ---------------- | ---------------- | ---------------- | ---------------- | ---------------- | ---------------- |
| 2023-24          | 品川             | 39               | F1               | 16               | 0                | 0                | 0                | -                | -                | 16               | 0                |
| 日本             | 日本             | 日本             | 日本             | リーグ戦         | リーグ戦         | リーグ杯         | リーグ杯         | 天皇杯           | 天皇杯           | 期間通算         | 期間通算         |
| 2024             | ミネベア         | 25               | JFL              | 26               | 3                | -                | -                | -                | -                | 26               | 3                |
| 2025             | ミネベア         | 19               | JFL              |                  |                  | -                | -                | -                | -                |                  |                  |
| 通算             | 日本             | 日本             | JFL              | 26               | 3                | -                | -                | -                | -                | 26               | 3                |
| 通算             | 日本             | 日本             | F1               | 16               | 0                | 0                | 0                | -                | -                | 16               | 0                |
| 総通算           | 総通算           | 総通算           | 総通算           | 42               | 3                | 0                | 0                | -                | -                | 42               | 3                |

その他公式戦
- 2024年
  - JFL・地域入れ替え戦：1試合1得点

## 代表歴
- 2018年 - U-19フットサル日本代表[4]

## タイトル
チーム
- 矢板中央高校
  - 2017年 - JFA 全日本U-18フットサル選手権大会
- 法政大学
  - 2021年 - 第45回総理大臣杯全日本大学サッカートーナメント[4]

個人
- 2017年 - JFA 全日本U-18フットサル選手権大会MVP、得点王[4]